# Motașivka, Luțk
Motașivka (în ucraineană Моташівка) este un sat în comuna Maiakî din raionul Luțk, regiunea Volînia, Ucraina.

## Demografie
Componența lingvistică a localității Motașivka
     Ucraineană (100%)
Conform recensământului din 2001, toată populația localității Motașivka era vorbitoare de ucraineană (100%).